# Domaine de Maison Rouge
Le domaine de Maison Rouge est une ancienne plantation coloniale de l'île de La Réunion, département d'outre-mer français dans le sud-ouest de l'océan Indien. Elle est située à Maison Rouge, sur le territoire communal de Saint-Louis. Le domaine agricole en totalité, y compris la maison des maîtres (son jardin, son escalier d'honneur), est classé Monument historique depuis le 5 mai 2004,. Il abrite depuis quelques années le Musée des arts décoratifs de l'océan Indien.

## Histoire

### Origines de l'habitation
Maison Rouge fait partie de l'histoire de la colonisation et de l'aménagement de l'île de la Réunion.

#### Propriété des Desforges-Boucher
Le domaine de Maison Rouge a été édifié au XVIIIe siècle par la famille Desforges-Boucher qui est à l'origine de la composition générale des bâtiments autour d'une grande cour. La première concession date de 1725. D'abord intégrée à l'habitation du Gol, sur laquelle travaillent alors 30 esclaves, elle en est séparée en 1732.
En 1752, la plantation appartient à Jacques Desforges-Boucher, qui possède 99 esclaves, dont 76 adultes, vivant probablement à Maison Rouge. Sur les 651 arpents (222,56 ha.) sont cultivés 10 000 caféiers en rapport, ainsi du de maïs (200 quintaux, 10,16 t.), du blé (100 quintaux, 5,080 t.) et du riz (100 quintaux, 5,080 t.). Le cheptel est composé de 250 bœufs, 120 moutons et 100 cochons. Avec son frère Antoine Marie Desforges-Boucher, propriétaire du Gol et ses 162 esclaves, ils font partie des planteurs les plus importants de Saint-Louis.
À la mort de Jacques Desforges-Boucher le 17 août 1786 à Lorient, 115 captifs vivent sur l’exploitation et les bâtiments de l'exploitation, de la maison des maîtres aux cases à esclaves, sont « dans le plus mauvais état ».
En 1811, la plantation qui compte encore 117 esclaves semble à l’abandon avec des surfaces cultivés extrêmement réduites.

#### Les Nairac-Murat
Richard Nairac (1763-1831), gérant de la plantation pour les héritiers Desforges-Boucher, propriétaires absentéistes, rachète les parts de la plantation en 1827. Ses héritiers récupèrent le domaine en 1831-1832, qui est divisé en quatre parcelles égales. Au cours des années 1830, Anne Marie Lucie Murat reconstitue à son profit la totalité de l’habitation, en rachetant les parts de son frère et de ses sœurs. L'époque étant à la « mise en sucre » de l'île où partout les champs de cannes remplacent le café, le coton et surtout les céréales qui ont fait la richesse du quartier.
À de transformer la plantation en sucrerie industrielle, quatre bâtiments sont construits, comprenant une machine à vapeur, des chaudières en fonte, des tables à sucre et une purgerie.
1848, à la veille de la seconde abolition française de l'esclavage colonial, 217 esclaves sont comptabilisés sur l'habitation. La majorité d’entre eux sont créoles, c’est-à-dire nés dans l’île, les cultivateurs (« Noirs de pioche ») formant l’essentiel du groupe. Toutefois, il existe également des « Noirs à talents », comme par exemple Auguste, chef de pompe, et David, chef sucrier.

##### Abolition de l'esclavage et indemnisation des propriétaires
Par un décret du 27 avril 1848, la Deuxième République abolit définitivement l'esclavage. Cette abolition s'accompagne toutefois de l'indemnisation des propriétaires esclavagistes. Anne Marie Lucie Nairac, veuve Murat, et son fils Hyacinthe touche ainsi, en 1849, la somme de 239 981 Francs or en compensation du préjudice financier causé par l'affranchissement de tous leurs esclaves.
Face au refus des nouveaux libres de travailler sur les habitations pour des salaires de misère, les propriétaires d’habitations sont confrontés à un manque de main-d’œuvre. En collaboration avec l’administration de la colonie, ils font alors venir de nombreux immigrants indiens pour s'installer et travailler dans les champs de cannes.
Face au refus des nouveaux libres de travailler sur les habitations pour des salaires de misère, les planteurs se tournent vers le système de l'engagisme pour s'approvisionner en travailleurs agricoles, originaires principalement d'Inde (Malbars), et dans une moindre mesure de l’Afrique et de Madagascar.

##### Crise sucrière de 1863
Au milieu du XIXe siècle, l’économie sucrière réunionnaise atteint son apogée, mais à partir de 1863, une grave crise économique s’installe dans la colonie. La famille Murat hypothèquent le domaine, d'abord au profit du négociant dionysien Jean-Baptiste Pruche-Aubry, puis du Crédit Foncier Colonial.

#### Famille Hoarau
En 1867, face au non-paiement des échéances, la famille Murat est expropriée à la demande du Crédit Foncier Colonial, et le domaine est racheté par Dominique Edevin Hoarau père (1815-1885) pour le prix de 560 000 francs. Dans le camp de la plantation vivent alors 279 engagés, dont « 194 hommes au-dessus de 16 ans ».
Dominique Edevin Hoarau procède au remembrement de plusieurs parcelles situées à proximité en acquérant de nombreux terrains, formant une propriété de plus de 500 hectares à Saint-Louis, auxquels il convient d’ajouter plusieurs autres terrains au Gol et à L’Étang-Salé.
À la mort du propriétaire le 21 août 1885, les biens indivis sont administrés par son fils homonyme Dominique Edevin Hoarau, jusqu'au rachat de Maison Rouge par ce dernier en 1891. Le domaine s'étend alors sur 357 hectares, dont 23 en forêts et 330 cultivés en caféiers, cannes à sucre et céréales. La sucrerie est toujours en activité.

#### Famille Inard-Bénard
En 1897, le domaine passe entre les mains de Fernand Albert Inard (1860-1931), descendant de Mathurin Inard, gérant de Maison Rouge en 1805 pour le compte de la famille Desforges-Boucher. En 1917, sa fille Fernande Adèle Inard épouse Léonus Bénard, important planteur, industriel et homme politique de La Réunion. La même année, Fernand lui fait don de Maison Rouge mais se réserve encore l’usufruit de la maison de maître, de ses dépendances et du verger. Avec le domaine de Pierrefonds, propriété de Bénard, le riche couple possède, en 1917, deux des plus belles propriétés du Sud de l'île. Leur fortune s'accroit après la Première Guerre mondiale avec la remontée des cours du sucre, causé par les destructions dans les champs de betterave sucrière du nord de la France. En 1922, Léonus Bénard accroît considérablement son emprise foncière avec les acquisitions notamment des domaine du Gol et de Bel Air.
Résidant à Pierrefonds, Fernande Bénard, toujours unique propriétaire de Maison Rouge, confie le domaine à des gérants, dont Adrien Grondin de 1926 à 1960. Les principales productions sont la canne à sucre, le maïs, les cacahuètes et le manioc. Le 9 juin 1966, est créée une « Société civile de Maison Rouge ». Avec la mort de Fernande en 1971, et une nouvelle crise sucrière durant les années 1970, le domaine décroît.

### Évolution contemporaine
En 1975, la société civile cède à la Société d'Equipement du Département de la Réunion la partie basse et inculte du domaine, afin de créer des logements sociaux. Toutefois, le projet de construction n'aboutit pas et, en 1979, le Département de La Réunion acquiert ces 40 hectares de savanes. Vendue à la commune de Saint-Louis en 1981, cette partie est alors inscrite au plan d’occupation des sols en espace boisé classé, afin de préserver ce témoignage historique du paysage Saint-Louisien. Le 29 octobre 1982, la Société civile de Maison Rouge cède la partie haute du domaine, soit 348 hectares, à la SAFER, qui procède alors au lotissement de l'ancienne plantation, au profit d'anciens colons ou petits propriétaires. Enfin, les 20 février et 2 mars 1987, les bâtiments historiques du domaine sont à leur tour cédés par la SAFER à la commune de Saint-Louis, avec comme projet la création d’un musée des arts décoratifs.
Le 28 juillet 1987, la Commission régionale du patrimoine historique, archéologique et ethnologique accepte le classement de la maison et ses dépendances ainsi que le verger. Le 5 mai 2004, le Domaine de Maison Rouge est classé en totalité au titre des monuments historiques.
Depuis le 20 décembre 2008, le bâtiment des anciennes écuries abrite le Musée des Arts décoratifs de l'océan Indien, dit le MADOI.
La villa en ruine a été retenue sur la liste finale du premier Loto du patrimoine qui a eu lieu le 14 septembre 2018 au moment des Journées européennes du Patrimoine.

## Organisation spatiale et architecture
Le domaine est l'un des derniers ensembles intégraux existant sur l'île, comprenant la maison maître, ses dépendances domestiques, le parc, les bâtiments agricoles, l'argamasse (aire de séchage de café) et le village.
La maison des maîtres, du style néo-classique fin du XVIIIe siècle et début du XIXe siècle, présente une « façade écran », typique l’architecture créole des années 1830 à La Réunion, avec sa varangue à arcades en plein centre et ses fenêtres à imposte.
l'extension date du dernier et du 1er tiers du XXe siècle (salle à manger, maison des hôtes).
Cet ensemble se présente comme un système d'espace cohérent et compact, organisé autour de la vie d'une exploitation.
L'existence d'un système de collecte des eaux est attesté par la présence d'un vivier, d'une grande citerne vide aujourd'hui, d'un petit bassin ornemental et d'un vaste bassin abreuvoir, qui sont regroupés autour d'un ample espace divisé en trois terrasses.
Sur la terrasse médiane, on trouve les argamastes, les bâtiments agricoles, le village "la Kour", reconstruit par la collectivité saint-louisienne sur l'implantation de l'ancien village des engagés.
En dessous des bâtiments d'exploitation, en contrebas, une chapelle vouée au culte indien a été construite sur l'emplacement de celle édifiée en 1852 par Gabriel Le Coat de Kerveguen.